# Corrado III d'Antiochia
Corrado III di Antiochia (XIV secolo – XV secolo) è stato un nobile italiano, signore di Anticoli.
Corrado di Antiochia era discendente di tale Manfredi d'Antiochia, di cui si hanno poche notizie, a sua volta erede di Corrado II d'Antiochia, signore d'Anticoli.

## Biografia
Signore potente di quel tempo, sfidò la città di Tivoli rifiutando di pagare il censo per il feudo di Anticoli. Gli venne inviato contro un esercito, guidato da Meolo d’Andreozzo Ricciardi. Lo scontro, avvenuto sotto Anticoli il 20 dicembre 1372, fu sfavorevole ai Tiburtini che vi persero il loro comandante. 
Nel 1378 Tivoli accolse il papa Urbano VI, bisognoso di aiuto contro i cardinali francesi che gli opponevano l’antipapa Clemente VII. Anche gli Orsini e Corrado II d'Antiochia parteggiavano per l’antipapa, forti dell’appoggio delle truppe bretoni. I Tiburtini, organizzato un potente esercito, sconfissero presso Ponte Lucano i bretoni e i guasconi al servizio di Bernardo della Sala e approfittarono per saccheggiare i paesi vicini che li avevano aiutati come Poli, Vicovaro e sant'Angelo, poi nel 1381 ritornarono contro Corrado d’Antiochia, che venne sonoramente sconfitto in uno scontro in campo aperto sotto il castello di Anticoli, il 22 gennaio e perse il feudo. I Tiburtini proseguirono con l’esercito vittorioso fino a Tagliacozzo, mettendo in fuga Rinaldo Orsini. Con questa famiglia, Tivoli concluse la pace nell'anno 1382 e rimase padrona di tutta la valle dell'Aniene. Il duro trattato di pace con Anticoli imponeva a Corrado di accogliere un castellano scelto dai tiburtni e che essi potessero inseguire e catturare i banditi nelle sue terre. Consegnatosi prigioniero della città, Corrado fu costretto a pagare un riscatto, col quale doveva essere edificata la torre presso la chiesa di san Clemente in Tivoli. Venne inoltre istituita una festa solenne per festeggiare la vittoria.
Dopo la morte di Corrado III, un feudo senza vassalli in Abruzzo venne assegnato a suo figlio Giovanni da Ladislao I di Napoli quando, nel 1404, intraprese ad avvicinarsi alla nobiltà laziale, primi fra tutti i Colonna. Giovanni e suo fratello Corradino vennero scomunicati da papa Innocenzo VII. I fratelli parteciparono al tentativo dei Colonna di riprendere Roma il 17 giugno 1407, ma vennero ricacciati da Paolo Orsini, inseguiti e catturati. Corradino venne decapitato in Campidoglio come traditore, assieme ad altri colonniani e il feudo di Anticoli fu venduto agli Orsini.